# Эминов, Мухаммед Нурдинович
Эминов Мухаммед Нурдинович (род. 2 января  1997 года, Каспийск, Республика Дагестан, Россия) — российский боец смешанных боевых искусств, выступающий под эгидой Fight Nights Global в полулёгком весе. ММА рекорд 16-1. Чемпион организации Fight Nights Global в полулёгком весе. Чемпион Европы и Мира по комбат джиу джитсу.

## Биография
Мухаммед родился и вырос в городе Каспийске, Республика Дагестан. По национальности лезгин.
Спортивную карьеру начал в 2009 году с занятий вольной борьбы у Гасанова Гусейна Абдуллаевича.  В секцию его привёл отец. Борьбой он занимался до 2015 года, хорошо выступал на республиканских и международных уровнях, так же Мухаммед параллельно занимался комбат джиу джитсу у своего отца Эминова Нурдина Амраховича.
Под руководством отца он выиграл чемпионат Европы и Мира по комбат джиу джитсу (Сombat Jiu-Jitsu).
В 2016 году Мухаммед начал выступать по любительскому MMA и так же преуспевал в этом виде спорта. Затем в этом же году он дебютировал в профессионалах. Дебютировал он в организации Fight Nights Global.
В 2020 году он стал чемпионом Fight Nights Global в полулёгком весе.
По состоянию на 2020 год занимает 161 место в мировом рейтинге среди бойцов полулёгкого веса по версии Fightmatrix.

## Спортивные достижения
Чемпионат Мира Комбат Джиу Джитсу— ;
Чемпионат Европы Комбат Джиу Джитсу — ;
Чемпионат Дагестана по боевому самбо — ;
Чемпионат Дагестана по спортивному самбо — ;

## Социальные сети
- Официальная страница в Instagram: mukhammed_eminov